# Enheduana
Vous lisez un « bon article » labellisé en 2023.
Enheduana (mais, aussi Enheduanna, en sumérien En-hedu-ana, « La grande prêtresse est l'ornement du Ciel, ») est une princesse de la dynastie d'Akkad qui a vécu au XXIIIe siècle av. J.-C. Fille du roi Sargon d'Akkad, elle est installée par son père comme grande prêtresse du dieu Nanna (ou Sîn) dans la cité d'Ur, où se trouve un des principaux sanctuaires du dieu au pays de Sumer.
Elle est également reconnue par la tradition mésopotamienne postérieure à son époque comme une poétesse renommée de langue sumérienne, à laquelle étaient attribués au moins trois hymnes, dont deux en l'honneur de la déesse Inanna (ou Ishtar). Elle est la première personne à avoir produit une œuvre littéraire dont le nom et une grande partie du travail nous soient parvenus.
Bien qu'ils aient probablement été modifiés après sa mort, il est généralement admis que la prêtresse est l'autrice des trois hymnes qui lui sont traditionnellement attribués. Cependant, les universitaires débattent toujours de l'attribution des œuvres, car il n'en existe aucun exemplaire datant de son époque. Certains contestent encore son statut littéraire, tandis que d'autres suggèrent qu'elle pourrait avoir écrit d'autres œuvres.

## Éléments de biographie
Les sources les plus fiables sur Enheduana proviennent de l'époque où elle a vécu : au début de l'empire d'Akkad. Ce sont principalement des sceaux-cylindres de ses serviteurs et un disque en albâtre sur lequel elle est représentée, avec une dédicace à son nom. D'autres informations peuvent être glanées dans les hymnes qui lui sont attribués. Mais, comme ces derniers ne sont pas nécessairement de sa main ou de celle de ses contemporains, il est impossible de prouver leur fiabilité pour reconstituer sa biographie.

### Une princesse d'Akkad

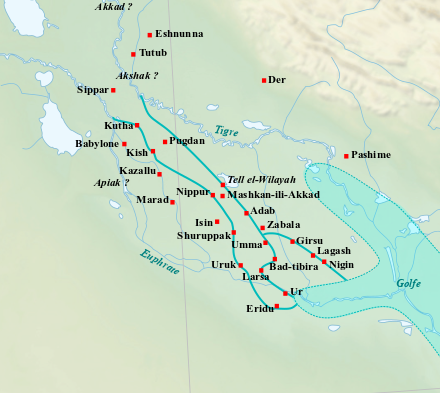
Localisation des sites principaux de Mésopotamie méridionale durant la période d'Akkad.

Enheduana est la fille de Sargon d'Akkad, souverain dont on situe le règne approximativement de 2334 (ou 2316) à 2279/2277 av. J.-C.. Sargon est un personnage aux origines obscures, roi de la ville d'Akkad⁣, jusqu'alors sans importance et dont la localisation précise est encore inconnue : probablement sur le Tigre, en Mésopotamie centrale, entre les actuelles Samarra et Bagdad. Sargon parvient aux alentours de 2300 av. J.-C. à dominer toute la Basse Mésopotamie, ce qu'aucun autre roi n'avait fait précédemment. Il unifie alors un ensemble de cités-États indépendantes, converties en provinces. Il réalise ensuite des campagnes militaires qui le portent plus loin que ses prédécesseurs : jusqu'en Syrie centrale, dans le Zagros et le pays d'Élam. C'est donc un personnage hors norme, qui acquiert le statut de figure majeure dans la Mésopotamie antique, un peu à l'image d'Alexandre le Grand pour le monde gréco-romain. Les inscriptions concernant Enheduana indiquent la filiation de celle-ci avec le souverain : elle y est présentée comme la « fille de Sargon ». Plusieurs hymnes qui lui sont attribués semblent renvoyer au contexte politique et idéologique de l'époque : Enheduana les aurait composés afin de soutenir la dynastie par la théologie.
La famille de Sargon, et donc celle d'Enheduana, peut être reconstituée par les sources de l'époque. L'épouse de Sargon est une certaine Tashlultum, qui serait alors la mère d'Enheduana. Deux des fils de Sargon, donc des frères d'Enheduana, Rimush et Manishtusu, succèdent à leur père (dans un ordre incertain) pendant une vingtaine d'années. Deux autres frères d'Enheduana sont également connus par des inscriptions : Su-Enlil et Ilaba'ish-takal. Des cinq enfants de Sargon qui sont connus, elle est donc la seule fille. 
Enheduana est sans doute encore en vie au début du règne du quatrième souverain de la dynastie : son neveu Naram-Sin (fils de Manishtusu, règne vers 2261-2206 ou 2253-2198 av. J.-C.). Elle est peut-être impliquée, dans les événements de la grande rébellion qui embrase la Basse Mésopotamie à un moment indéterminé du long règne de son neveu (au moins 37 ans). Les spécialistes de la période pensent que la grande prêtresse nommée à Ur par Naram-Sin est le successeur direct d'Enheduana,.

### Une grande prêtresse du dieu Nanna

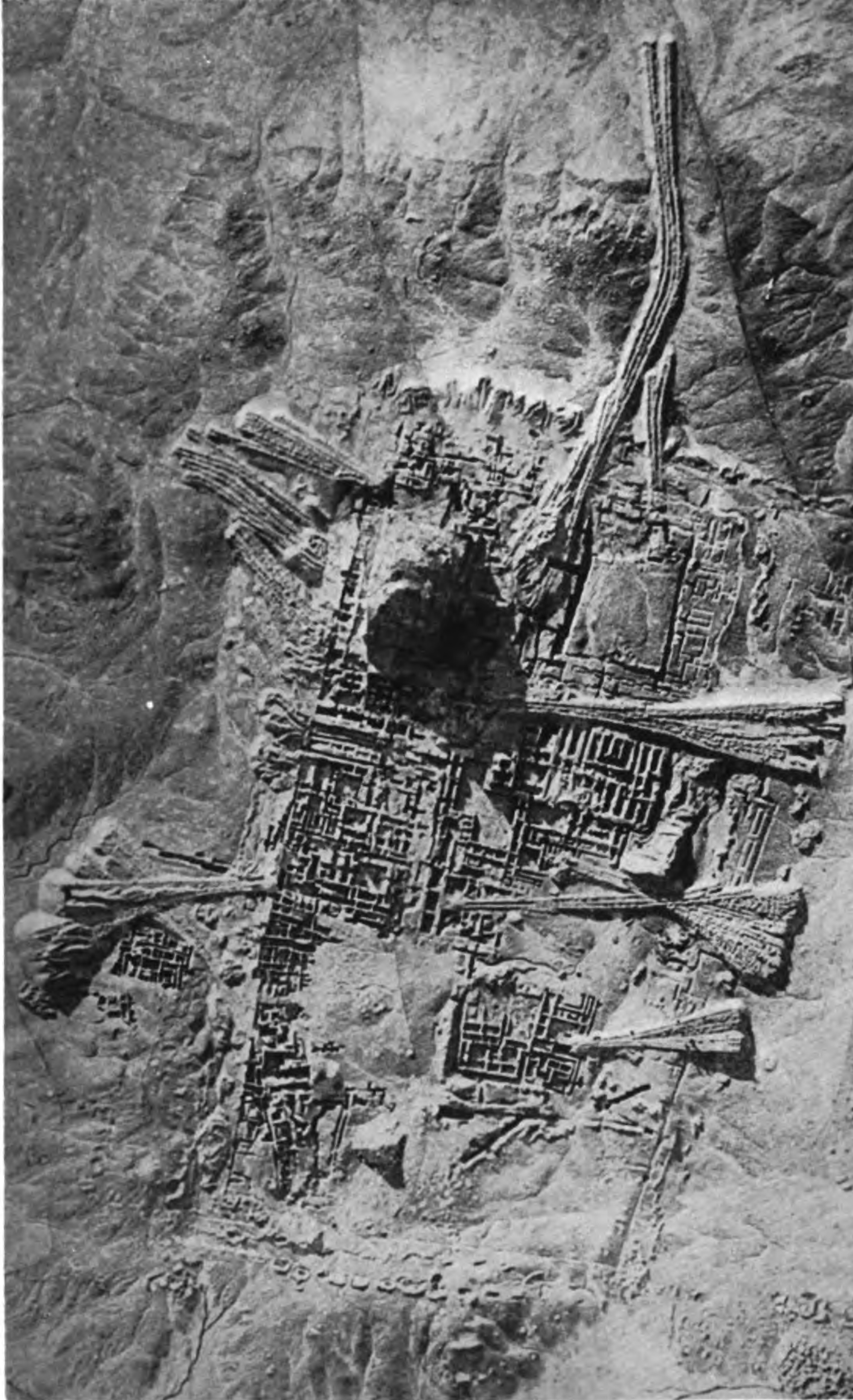
Photographie aérienne du sanctuaire du Dieu-Lune sur le site d'Ur, à la période des fouilles britanniques (1927).

À un moment indéterminé, son père (ou un de ses frères) la nomme grande prêtresse de Nanna, Dieu-Lune (Sîn en akkadien) tutélaire de la ville d'Ur. C'est la charge la plus importante au sein de la hiérarchie du clergé sumérien. Cette consécration a manifestement une visée politique : le but serait de consolider les liens du nouveau pouvoir akkadien avec un des principaux sanctuaires du pays de Sumer, nouvellement conquis,,.
Il n'est pas certain que cette fonction existait dans les périodes précédentes. Elle est peut-être créée par Sargon. Il est cependant probable que ce poste était déjà occupé par des femmes de rang royal,,,,. Il est en tout cas certain que d'autres filles de roi ont succédé à Enheduana, à commencer par sa propre petite-nièce, la fille de Naram-Sin nommée Enmenana. Sous la troisième dynastie d'Ur (d'environ 2112 à 2004 av. J.-C.), plusieurs princesses parviennent à leur tour à cette fonction : Ennirgalana la fille d'Ur-Namma, Ennirziana et Enurburziana filles de Shulgi, Enmahgalana fille d'Amar-Sîn, Ennirziana fille d'Ibbi-Sîn,. Des princesses faites prêtresses se retrouvent également sous la dynastie amorrite de Larsa (vers 1800 av. J.-C.) quand Enanedu, la fille de Kudur-Mabuk, occupe à son tour cette fonction. Au VIe siècle av. J.-C., Nabonide de Babylone réactive cette tradition en faisant de sa fille Ennigaldi-Nanna la grande prêtresse du Dieu-Lune,.
Une inscription de ce dernier roi dit explicitement qu'il lui a alors donné ce nom pour l'occasion. De la même manière, il est probable que les grandes prêtresses des périodes antérieures, qui portent des noms similaires (débutant par en « grande prêtresse », et terminant souvent par an « Ciel », qui peut aussi désigner le dieu An), aient reçu un nouveau nom lors de leur prise de fonction. Enheduana ne serait donc pas le nom de naissance de la princesse,.
Quoi qu'il en soit, d'autres cas connus de l'époque d'Akkad (et de la troisième dynastie d'Ur) démontrent que les grandes prêtresses étaient choisies à l'issue d'une procédure oraculaire, comme c'est le cas pour les charges liturgiques supérieures.
La principale source à propos d'Enheduana comme grande prêtresse du dieu Nanna est un disque en albâtre de 25,6 cm de diamètre et 7 cm d'épaisseur, mis au jour à Ur dans le Giparu (résidence de la prêtresse de Nanna). Il porte un bas-relief, ainsi qu'une inscription au revers, en grande partie effacée, mais qui peut être reconstituée par une copie qui en a été faite sur une tablette au XVIIIe siècle av. J.-C. (si celle-ci correspond bien à cet objet),.

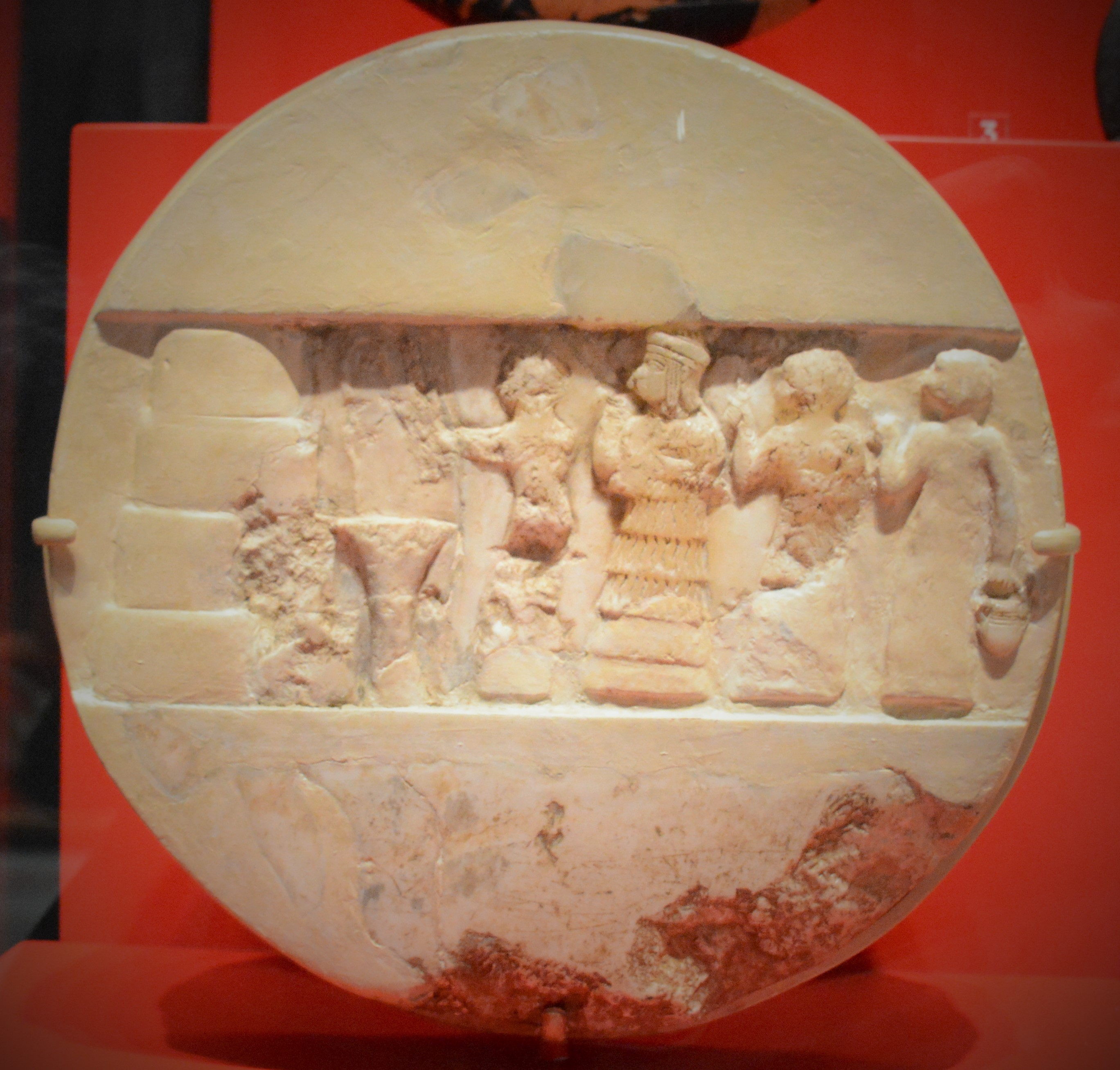
Le disque d'Enheduanna, albâtre, mis au jour à Ur dans le Giparu. Profondeur : 7 cm, diamètre extérieur : 25 cm. Penn Museum - Philadelphie, États-Unis.

Le bas-relief est une frise centrale qui représente la prêtresse en compagnie de trois autres personnages. Le personnage le plus à gauche est un prêtre nu (peut-être celui que les textes désignent par le titre de lagar) qui verse une libation sur un support en grande partie effacé sur le disque. Enheduana est située derrière lui, vêtue d'une tunique à franges et coiffée d'un turban. Elle est suivie par deux autres figures mal préservées, sans doute des officiants assistants tenant des objets ressemblant à une sorte d'instrument de musique et à un récipient. Parfois identifié comme une ziggurat, un édifice à degrés figure à gauche de la scène,,,. L'inscription (avec les restitutions de la tablette de copie) se traduit : « Enheduana, zirru de Nanna, épouse de Nanna, fille de Sargon, le roi de Kish, bâtit un socle dans le temple d'Inanna-ZAZA, et l'a nommé : “dais, table du dieu An”, ». L'image et le texte fournissent donc plusieurs informations essentielles sur le rôle de la grande prêtresse du dieu Nanna : elle est considérée comme son épouse (dam) terrestre, le titre (akkadien) zirru étant employé comme épithète de son épouse divine, la déesse Ningal,. La pratique de la consécration d'une grande prêtresse à Nanna suit une logique qui a pu être rapprochée de celle des mariages diplomatiques avec d'autres rois.
En revanche, rien n'indique sur le disque qu'elle a un rôle actif dans le rituel, puisque ce n'est pas elle qui accomplit la libation,,. Les hymnes attribuables à Enheduana et d'autres sources concernant les grandes prêtresses de Nanna des périodes postérieures indiquent qu'elles participent à des rituels. Leur prise de fonction est marquée par un rituel d'ordination, qui fonctionne comme un rite de passage, marquant leur entrée dans le sanctuaire. Les hymnes à Nanna qui évoquent Enheduana pourraient correspondre à des textes rédigés pour cette occasion. Ils mentionnent des rites de purification et une intronisation par laquelle elle devient l'épouse du dieu, incarnation terrestre de la déesse Ningal. Lorsqu’elle est en fonction, une grande prêtresse participe à la gestion et à l'entretien du sanctuaire, à des rituels courants du culte, dont ceux consacrés à la protection du roi. Les hymnes d'Enheduana indiquent qu'elle prend part à des rites de purification, qu'elle prépare et présente des offrandes alimentaires. Elle doit également participer aux principales fêtes du dieu, notamment celles appelées akiti et peut-être à des rites du type du « mariage sacré »,.
Les grandes prêtresses du dieu Nanna des périodes postérieures résident dans un bâtiment du sanctuaire du dieu Nanna, appelé Giparu. Il est probable que ce soit déjà le cas pour Enheduana, un édifice existant déjà au même emplacement à son époque. Cependant, il n'a pas pu être exploré lors des fouilles, car il a connu d'importants remaniements par la suite. Il est généralement supposé que la prêtrise impose le célibat (puisque la prêtresse est une épouse du dieu), mais on sait qu'une des lointains successeurs d'Enheduana, Enanedu, avait un fils.
Il n'y a pas beaucoup d'autres sources sur Enheduana comme grande prêtresse du dieu Nanna. Elle est absente de la documentation administrative de son époque. Seuls deux sceaux-cylindres et l'impression d'un troisième sur un scellé mis au jour à Ur donnent l'identité de certains de ses serviteurs : son coiffeur Ilum-palil, son intendant/majordome Adda, ainsi qu'un scribe dont le nom ne peut pas être reconstitué en raison d'une cassure sur l'inscription. La présence d'un intendant/majordome semble indiquer qu'elle a reçu un domaine foncier qu'elle administre, comme cela est courant pour les personnes de rang royal et les détenteurs de charges de culte,. Cela rapproche, là encore, son rôle de celui d'épouse d'un maître de domaine (comme le sont les reines).
La copie de l'inscription du disque d'Enheduana indique que celui-ci commémore une offrande de la prêtresse non pas au dieu Nanna, mais à Inanna-ZAZA, un aspect de la déesse Inanna qui, en dehors de ce cas, n'est connu qu'à Mari en Syrie. Cela trouve un écho dans les hymnes à Inanna attribués à Enheduana : apparemment, sa dévotion personnelle a été plus tournée vers cette déesse, considérée comme la protectrice de la dynastie d'Akkad, que vers son époux divin,.
Il ressort de ces constats qu'Enheduana n'a pas forcément été qu'un « pion » placé à Ur au service des rois d'Akkad, mais qu'elle a potentiellement joué un rôle important à son époque : elle dispose, non seulement d'une forme d'autorité politique comme membre de la dynastie régnante, mais également d'une autorité religieuse/spirituelle en tant que prêtresse-épouse du dieu Nanna, si ce n'est d'un rôle « théologique » par les hymnes qu'elle aurait rédigés, ainsi que d'une autorité symbolique sur la communauté de la cité d'Ur dont elle est une incarnation et d'un pouvoir économique par la détention d'un domaine foncier probablement important.

### Une période de tourmente?
La seconde partie de L'Exaltation d'Inanna contient potentiellement d'autres éléments sur la vie d'Enheduana. Cet hymne se présente comme une autobiographie de la princesse prêtresse, dont la seconde partie contient des allusions à des événements dramatiques dans lesquels elle a été impliquée. Elle dit avoir fait face à une hostilité généralisée à Ur, dont le principal responsable est un dénommé Lugal-Ane, qui perturbe les rites du sanctuaire de Nanna, causant son déclin, alors qu'Enheduana se retrouve destituée et exilée,, :
Lugal-Ane ayant obtenu tout ce qu'il voulait, il est sorti du temple

Il m'a fait m'envoler de la fenêtre telle une hirondelle, ma vie est consumée.

Me laisseras-tu aller dans les ronces des montagnes ?

Il m'a arraché la couronne légitime de la dignité d’en (prêtresse)

et m'a tendu le poignard et le stylet en me disant : « Cela te convient ! ».

Maîtresse très chère, bien aimée d'An,

sublime est ton cœur pur, puisse-t-il me revenir !
— Exaltation d'Inanna (Nin-me-šara), traduction de Pascal Attinger.
Lugal-Ane est un personnage qui a dirigé le soulèvement d'Ur lors de la grande insurrection qui a failli emporter l'empire d'Akkad sous le règne de Naram-Sin (qui n'est pas nommé dans le texte), dont les deux autres foyers principaux de révolte étaient Kish et Uruk. Il est dès lors possible d'interpréter l'hymne comme un témoignage du fait qu'Enheduana, par fidélité envers sa dynastie, aurait refusé d'investir Lugal-Ane comme roi d'Ur, alors que c'était son devoir de grande prêtresse du dieu tutélaire de la cité. Elle aurait au contraire fait appel à Inanna/Ishtar, protectrice de cette dernière et pourvoyeuse de la royauté, plutôt que de s'en remettre à Nanna (parce qu'il avait manifesté sa préférence envers Lugal-Ane en le laissant accéder au pouvoir à Ur ?). Ce serait alors la cause de son expulsion de la cité, avant qu'elle ne soit réintégrée, selon l'hymne grâce à l'appui d'Inanna (et non celle de Nanna),. L'hymne procédant uniquement par allusion, et étant surtout orienté vers la réhabilitation de la prêtresse devant les dieux, il est possible d'en interpréter le sens de différentes manières.
En tout état de cause, cette reconstitution repose sur l'acceptation qu'elle fait bien référence à la vie d'Enheduana, donc qu'elle, ou bien une personne de son entourage, ait composé cet hymne,.

## Les œuvres d'Enheduana
Enheduana est surtout connue parce qu'elle est la première personne dans l'histoire à signer une œuvre littéraire et, donc, à en être l'autrice. Plusieurs textes religieux, rangés dans la catégorie des « hymnes », lui sont attribués dans les textes antiques. Les exemplaires grâce auxquels ils nous sont connus sont des tablettes issues du milieu scolaire (rédigées dans le cadre d'exercices de copies d'apprentis scribes), datées des alentours de 1800 av. J.-C. (période paléo-babylonienne) : une période largement postérieure à sa mort. La tradition mésopotamienne lui attribue explicitement la réalisation de trois hymnes : deux hymnes à Inanna dont elle est la narratrice, surnommés par les spécialistes modernes Exaltation d'Inanna et La déesse vaillante, et un recueil d’Hymnes aux temples dont elle est mentionnée comme l'autrice. Puisqu'aucun exemplaire n'est contemporain à la prêtresse, il est impossible de lui attribuer explicitement la création de ces œuvres — œuvres dans lesquelles son implication reste encore l'objet de discussions entre spécialistes. Il est par ailleurs possible qu'elle soit également à l'origine d'autres hymnes dont le style est comparable aux précédents : Inanna et Ebih par exemple. D'autres, plus sceptiques, considèrent que les hymnes qui lui sont attribués sont des apocryphes qu'elle n'a pas rédigés. Il est en tout cas incontestable qu'après sa mort, le milieu lettré l'a considérée comme une autrice majeure de la littérature sumérienne ayant valeur de référence et dont le nom a été préservé, ce qui est un fait rare.

### Les hymnes attribués à Enheduana

#### Les hymnes à Inanna

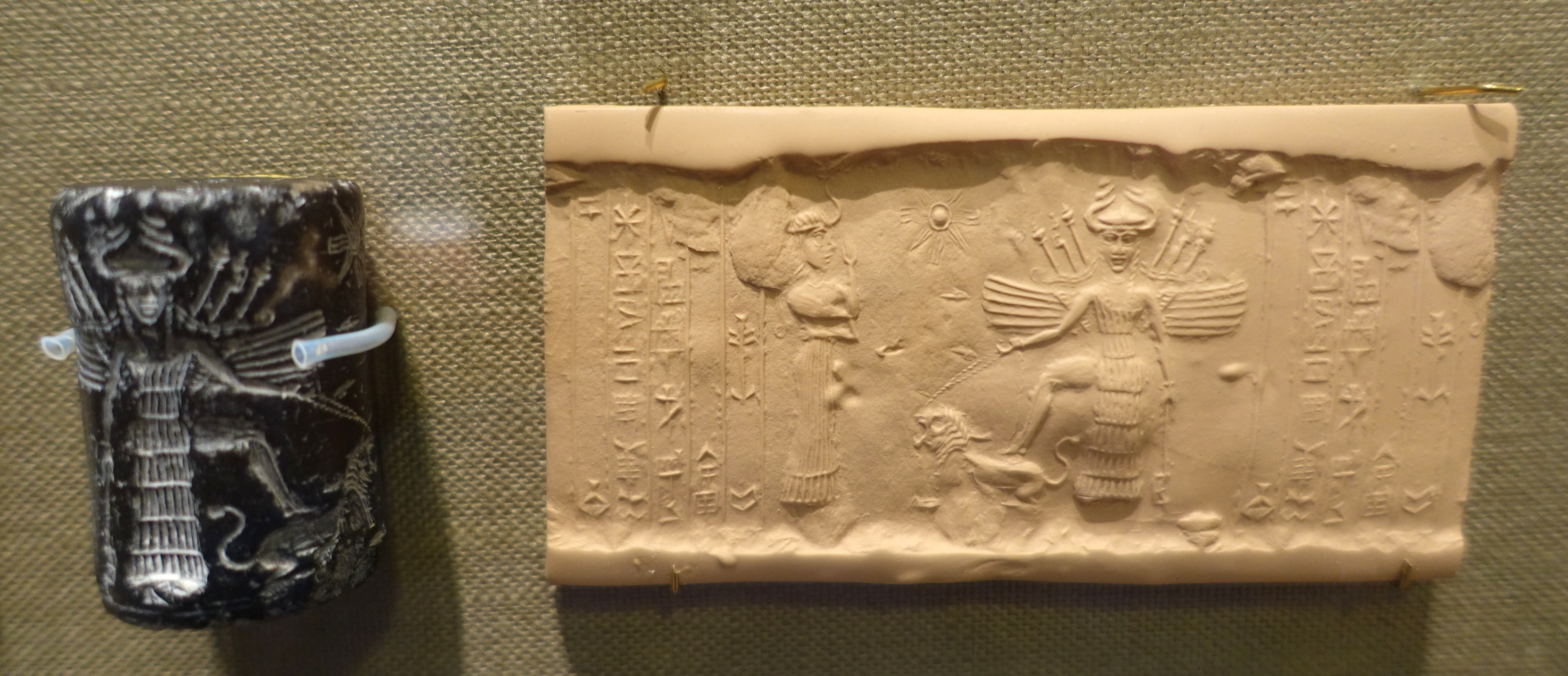
Sceau-cylindre avec son empreinte de la période d'Akkad figurant au centre la déesse Inanna/Ishtar sous son aspect guerrier, ailée et portant des armes sur son dos, accompagnée de ses attributs, un lion qu'elle tient en laisse et l'étoile à huit branches. Musée de l'Oriental Institute de Chicago.

Enheduana est créditée par les scribes de l'époque paléo-babylonienne de la rédaction de deux hymnes à la première personne dans lesquels la prêtresse célèbre la déesse Inanna/Ishtar.

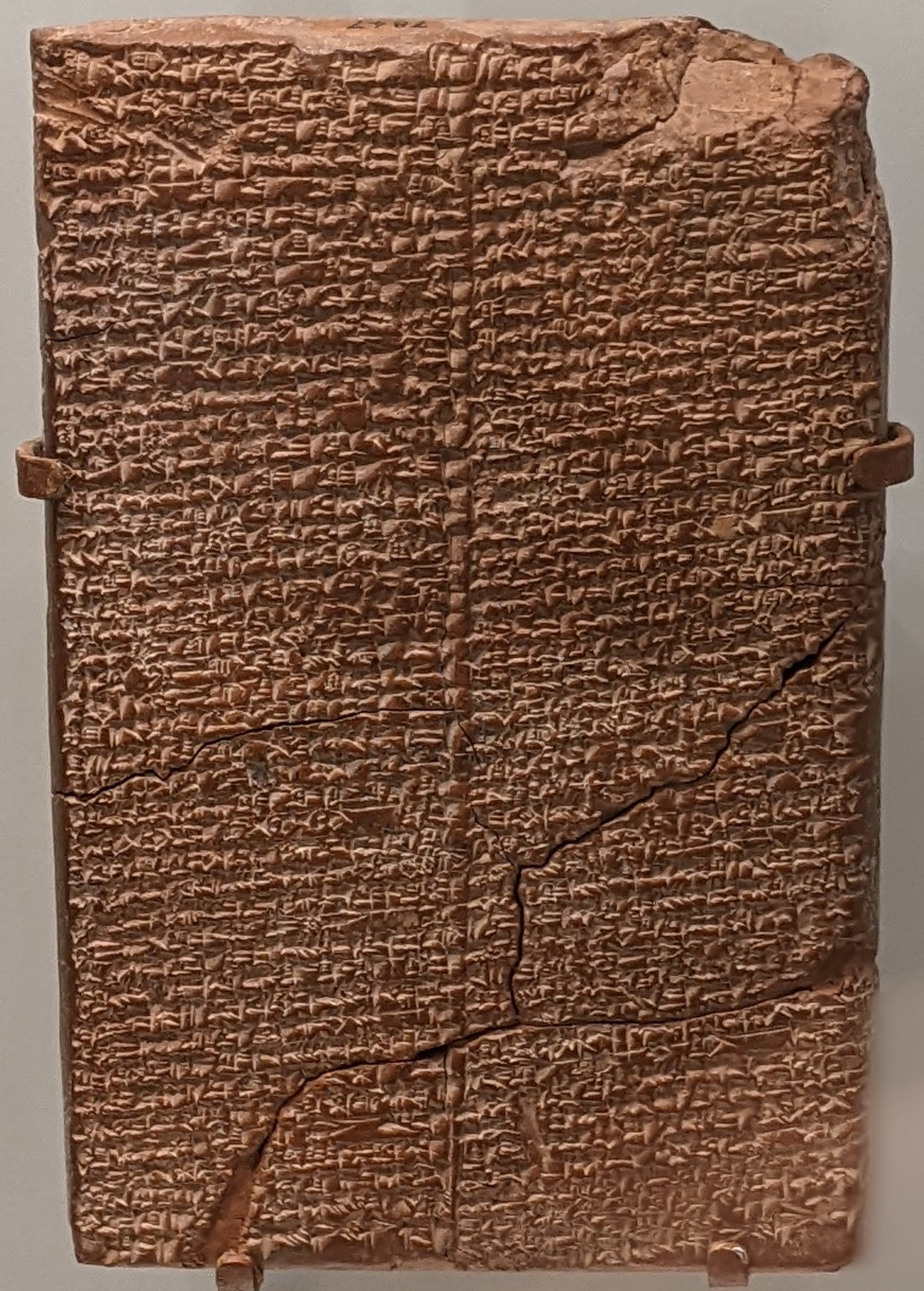
Exaltation d'Inanna, copie d'époque paléo-babylonienne (v. 1900-1600 av. J.-C.) provenant de Nippur. Penn Museum.

L'hymne surnommé « Exaltation d'Inanna » à l'époque moderne, dont le titre antique est : « Maîtresse aux innombrables pouvoirs » (nin-me-šara ; ses premières lignes, l’incipit), commencent par une prière adressée par Enheduana à la déesse Inanna. Celle-ci est décrite comme la détentrice de tous les pouvoirs divins (me), une déesse toute-puissante. La seconde partie de l'hymne est un plaidoyer d'Enheduana, qui a subi des malheurs à cause de Lugal-Ane. Enheduana demande alors à être réhabilitée et vengée : elle s'adresse d'abord au dieu Nanna, mais celui-ci ne lui est d'aucun secours, puis elle place ses espoirs en la déesse Inanna,,.
Ma maîtresse chérie d'An, je veux parler de ta colère.

J'ai entassé les braises et préparé les rites de purification,

la 'Splendide Auberge' est à ta disposition — ton cœur ne s'apaisera-t-il pas vis-à-vis de moi ?

Après que c'est devenu beaucoup pour moi, trop pour moi, je te l'ai dit, maîtresse, reine.

Ce qui t'a été rapporté durant la nuit,

puisse un chantre te le répéter en plein midi !

À cause de ton époux capturé, à cause de ton enfant capturé,

ta colère a grandi — ton cœur ne se calmera-t-il pas ?

La puissante maîtresse, respectée dans l'assemblée,

accepta ses prières.

Le cœur de la splendide Inanna se tourna à nouveau vers elle.

Le jour redevint pour elle plaisant, elle respira la plénitude, dégagea charme et exubérance.

Tel un clair-de-lune, elle n'était qu'épanouissement.

Nanna exprima (son) admiration dans des termes justes,

(elle-même) salua sa mère Ningal,

pendant que les montants de porte lui souhaitaient la bienvenue.

Ce qu'elle a dit à la nuge (épithète d'Inanna) est sublime.

Destructrice des pays ennemis, qui a reçu les me (pouvoirs divins) à l'instigation d'An,

ma maîtresse débordante de charmes, louée soit Inanna !
— Exaltation d'Inanna (Nin-me-šara), traduction de Pascal Attinger.
L'autre texte attribué à Enheduana est un Hymne à Inanna (in-nin-ša-gur-ra, quelque chose comme « La déesse vaillante » ou « Ô Inanna, passionnée »), qui célèbre la grandeur de la déesse, présentée comme étant supérieure à toutes les autres divinités, y compris son père An et le roi des dieux Enlil. Une partie de l'hymne est plus spécifiquement consacrée à ses qualités martiales, un autre passage relate comment elle octroie du pouvoir aux femmes. La dernière partie est celle où Enheduana parle à la première personne, mais elle n'est préservée que par fragments. Il pourrait s'agir d'un ajout postérieur,.

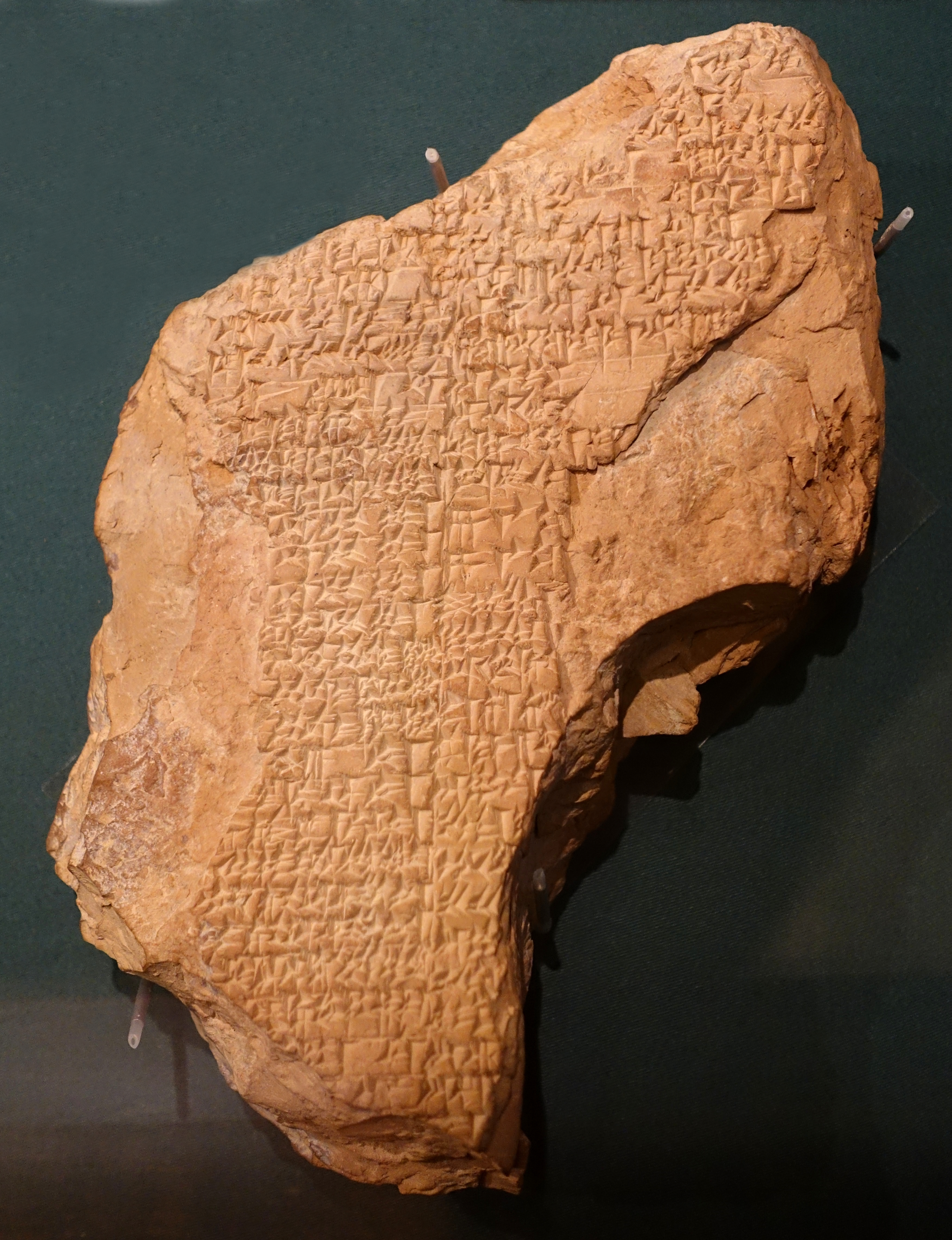
Fragment d'une tablette du mythe Inanna et Ebih. Musée de l'Oriental Institute de Chicago.

Inanna et Ebih (« Maîtresse aux pouvoirs redoutables », nin-me-huš-a) est un hymne relatant un mythe dont la protagoniste est la déesse Inanna comme déesse guerrière, « Dame de la bataille ». Les monts Ebih ont refusé de se soumettre à elle, donc elle part en guerre contre eux afin de les subjuguer. Sa furie destructrice s'abat sur ses ennemis, le récit se concluant par son triomphe,,,. Cet hymne n'est pas expressément attribué à Enheduana, mais il est associé aux deux précédents dans des tablettes antiques de catalogues d’œuvres. Certains chercheurs lui en attribuent la composition dans la mesure où il a un style et des thèmes comparables à ceux des précédents, que le combat en question est mentionné dans l’Hymne à Inanna, et qu'il pourrait faire référence aux guerres des rois d'Akkad avec les pays montagnards situés au nord-est de leur royaume, dans le Zagros occidental (plus précisément de Djebel Hamrin ?). Cependant, cette position est loin de faire l'unanimité,,.

#### LesHymnes aux temples
La tradition lettrée paléo-babylonienne attribue également à Enheduana la rédaction des Hymnes aux temples. Il s'agit d'un recueil de quarante-deux hymnes qui célèbrent des temples et leurs divinités. Quatre manuscrits de cette œuvre ont conservé leur fin : un colophon qui indique qu'« Enheduana est le compilateur/compositeur de cette tablette » et deux colophons ajoutant « Ô mon roi, ce qui a été créé (ici) ne l'avait pas été (auparavant) », ce qui semble bien confirmer le rôle créateur de la prêtresse (certes peut-être à partir d’œuvres préexistantes),.
Par exemple, le passage relatif au temple d'Ishtar d'Akkad, l'Ulmash ou Eulmash :
Ulmash est le pinacle le plus élevé de la terre,

Lion terrifiant qui peut même attaquer un taureau sauvage.

Filet de bataille tendu sur les ennemis,

Forçant le silence de la mort sur une terre rebelle,

Crachant du venin sur lui jusqu'à ce qu'il s'incline !

Maison d'Inanna, d'argent et de lapis-lazuli, trésor construit d'or,

Ta princesse est un oiseau de mauvais augure (pour l'ennemi),

la femme consacrée de son espace sacré,

En uniforme de combat si beau qu'ils crient de joie

tandis qu'elle manie la masse à sept lobes,

Son équipement éclaboussé dans un bain de bataille,

Le portail de la guerre elle ouvre en grand, …

Inanna, stratège du ciel,

A placé (sa) demeure dans ton enceinte, Ô Eulmash,

A pris place sur ton dais (pour son trône).
— Hymnes aux temples, à partir de la traduction de Benjamin R. Foster.

#### Des hymnes à Nanna?
Joan Goodnick Westenholz estime que deux hymnes fragmentaires connus célébrant le dieu Nanna et son temple d'Ur, l'Ekishnugal, devraient également être attribués à Enheduana qui y est mentionnée. Il pourrait s'agir de textes en lien avec les rites accompagnant sa prise de fonction,. Le caractère très lacunaire de ces hymnes rend cette attribution difficile à prouver,.

### Une auteure authentique ou imaginée?

#### La première poétesse de l'histoire?
Les spécialistes de l'Antiquité mésopotamienne se demandent si Enheduana est réellement l'auteure des textes qui lui sont attribués par la tradition lettrée de ce pays. En réalité, il n'y a aucun argument décisif pour prouver qu'elle a créé ces œuvres, mais il n'y en a pas non plus pour prouver le contraire.
Le fait qu'Enheduana soit expressément mentionnée dans trois textes comme étant leur auteure est une rareté dans la littérature mésopotamienne antique, littérature pour l'essentiel anonyme, ou du moins considérée comme le résultat d'une révélation divine, donc une création des dieux. En outre, bien qu'elle ne soit pas la seule femme auteure connue dans la tradition littéraire mésopotamienne, le fait qu'il s'agisse d'une femme, dans un milieu lettré mésopotamien très majoritairement masculin, rend son profil encore plus atypique.
Parmi les arguments avancés contre l'attribution de ces hymnes à Enheduana, il y a les anachronismes de certains d'entre eux, notamment les Hymnes aux temples qui mentionnent des temples dont la construction est postérieure à son époque. M. Civil a également relevé que ces textes emploient des tournures linguistiques qui ne sont pas employées à l'époque de la prêtresse,. Certains spécialistes, comme J. Black et al., estiment même qu'aucune des œuvres qui lui sont attribuées n'est de sa main. Au mieux, il s'agirait d’œuvres composées pour elle par un des scribes à son service. Dans ce cas, elles auraient quand même été profondément altérées par la suite, au point de perdre les caractéristiques de leur langue d'origine. Au pire, il s'agirait de créations postérieures — donc apocryphes — qui lui ont été attribuées afin de leur donner un statut éminent. La première solution suffirait à expliquer le fait que l’Exaltation d'Inanna se présente comme une autobiographie qui contient des éléments renvoyant effectivement au contexte de la période d'Akkad, sans avoir à considérer qu'elle ait été composée par Enheduana elle-même.
À l'inverse, pour plusieurs autres spécialistes de la littérature sumérienne ayant traduit et étudié les œuvres d'Enheduana, notamment William W. Hallo, Joan Goodnick Westenholz et Annette Zgoll, la prêtresse est bien l'auteure des œuvres en question. Cette position semble majoritaire,. Des spécialistes de la période d'Akkad, Aage Westenholz et Benjamin Foster, vont, eux aussi, dans ce sens. L'existence de la princesse-prêtresse est avérée par des sources de l'époque d'Akkad, ces hymnes ont un style personnel et singulier, donc il n'y aurait aucune raison valable de refuser à Enheduana le statut d'auteure de ces textes alors que la tradition savante mésopotamienne le fait (ce qu'elle ne fait quasiment jamais). Certes les copies connues de ses œuvres ne sont pas leur version originelle, les anachronismes relevés indiqueraient des ajouts postérieurs ou des altérations dues aux copies répétées des textes. Mais cela n'est pas inhabituel, car les œuvres littéraires mésopotamiennes sont fluides et susceptibles d'évoluer avec le temps, présentant souvent un aspect composite,.
Un passage des Hymnes aux temples, dans lequel la déesse du savoir Nisaba est présentée comme se livrant à des travaux astronomiques, a été invoqué pour conférer à Enheduana des talents supplémentaires de mathématicienne et d'astronome,.

#### Les liens avec l'idéologie d'Akkad

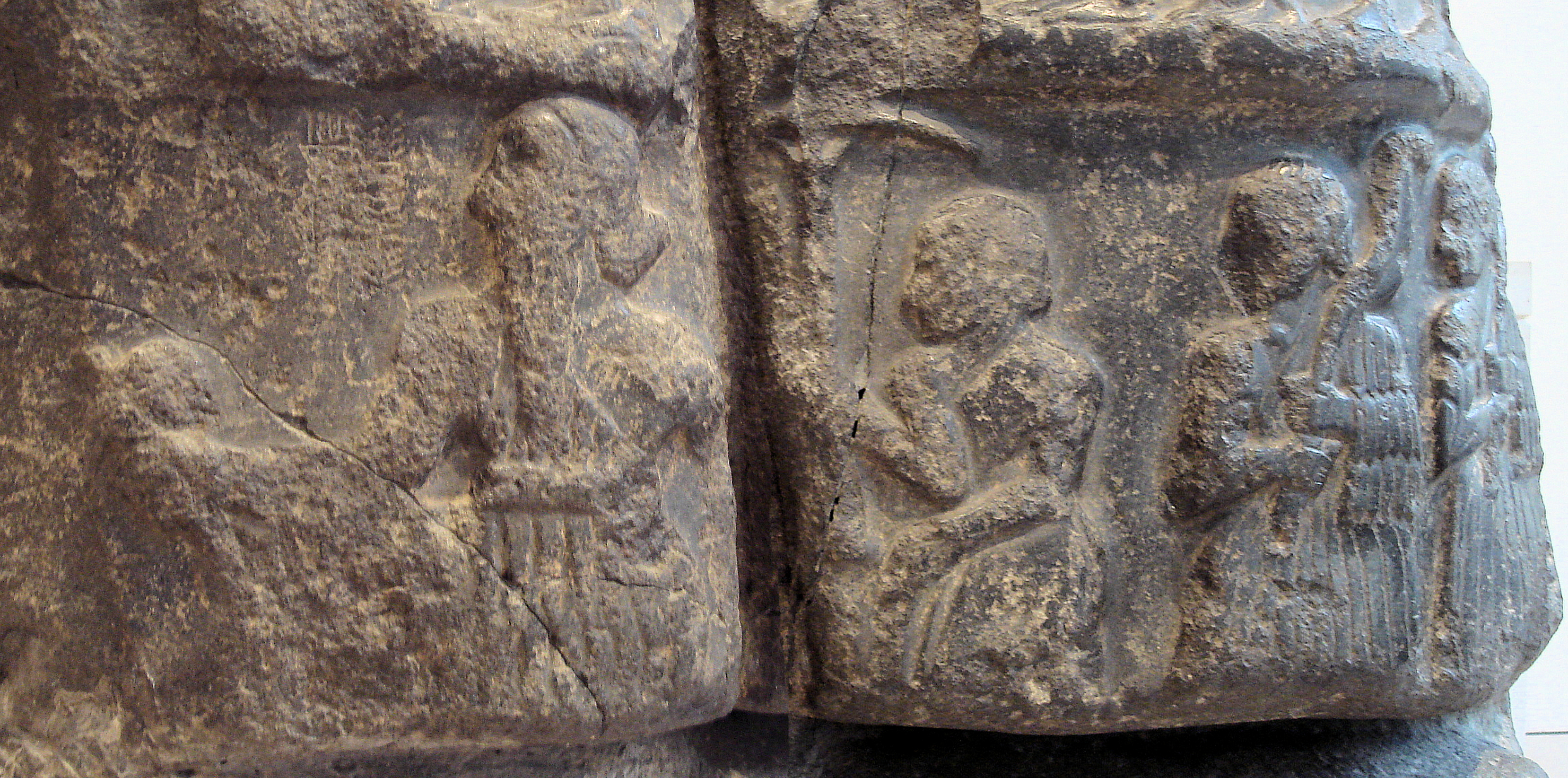
Stèle fragmentaire de Sargon d'Akkad, représentant le monarque conduisant ses troupes. Suse, Musée du Louvre.

Ces interrogations amènent à réfléchir aux rapports qui existent entre les écrits d'Enheduana et le contexte politique, culturel et idéologique de la période durant laquelle elle aurait été active : celle de l'empire d'Akkad, très riche en changements. Alors que sa langue de naissance est probablement l'akkadien, la langue des pays septentrionaux du royaume et de la dynastie d'Akkad, elle écrit en sumérien, la langue des pays méridionaux du royaume (donc d'Ur) et surtout de l'élite cultivée de son temps. Les rois ont probablement alors tenté d'élever le statut de l'akkadien. Néanmoins, ils ont laissé des inscriptions officielles en sumérien et l'élite de l'empire semble plutôt pratiquer le bilinguisme sumérien-akkadien.
Il a été proposé qu'Enheduana ait participé à une innovation théologique visant à intégrer les panthéons de tradition akkadienne à ceux de tradition sumérienne, pour renforcer l'unité des pays dominés par la dynastie d'Akkad. Cela concernerait au premier chef l'assimilation de la sumérienne Inanna à l'akkadienne Ishtar. Cependant, il n'y a pas suffisamment d'éléments favorables à l'existence d'un tel projet,. Les Hymnes aux temples, passant en revue les sanctuaires des principales cités conquises et unifiées dans un même État par Sargon, pourraient viser à promouvoir l'unité du royaume par la religion,. Cela n'implique pas forcément qu'elle ait été une personnalité effacée, soumise à la volonté politique et idéologique des rois de sa dynastie. Certains spécialistes voient dans le contenu de ses hymnes le reflet d'une personnalité forte et indépendante,.
Le lien entre Enheduana et la déesse Inanna, exprimé dans les hymnes qu'elle aurait écrits pour la louer comme la plus grande divinité, est surprenant à première vue, car Enheduana est la prêtresse et épouse du dieu Nanna. Cela peut être considéré comme un changement d'allégeance,. Mais ce lien prend plus de sens s'il est replacé dans le contexte idéologique de la période d'Akkad : la dynastie de Sargon s'est régulièrement placée sous les auspices d'Inanna, en particulier Naram-Sin qui se présente comme l'époux de la déesse,,. A. Zgoll a notamment mis en rapport l’Exaltation d'Inanna avec la grande insurrection contre Naram-Sin : Enheduana l'aurait composé au moment de son exil alors que sa dynastie est en péril, invoquant l'appui de la déesse afin qu'elle lui restitue son pouvoir et châtie les ennemis de Naram-Sin. L'aspect politique de ces hymnes est néanmoins discuté.

#### Une figure respectée par les lettrés mésopotamiens
S'exprimant à propos des Hymnes aux temples dont la compilation est attribuée à Enheduana par la tradition mésopotamienne, Charles Halton et Saana Svärd relèvent que « la plupart des chercheurs pensent qu'elle a joué un rôle formateur dans la composition de ces hymnes, mais que, comme pour presque tous les textes littéraires du monde antique, des ajouts ultérieurs ont été faits au fur et à mesure que le texte était recopié. Indépendamment du fait qu'Enheduana elle-même ait écrit ou non ces compositions, les auteurs ultérieurs ont cru qu'elle l'avait fait ». Il est, en tout cas, remarquable que les érudits de l'ancienne Mésopotamie aient honoré cette femme en tant qu'écrivaine respectée, faisant en sorte que son nom soit commémoré et ses œuvres recopiées (une centaine de copies de L'Exaltation d'Inanna sont connues),.
Enheduana a connu un prestige posthume semblable à celui des membres les plus importants de sa lignée : Sargon et Naram-Sin. Ceux-ci sont devenus des figures incontournables de l'histoire et de la littérature mésopotamiennes. Leurs inscriptions sont copiées au fil du temps et ils sont même le sujet de récits fictifs dont certains sont vaguement liés à des événements réels de leur règne. Sans avoir pris la même importance qu'eux, Enheduana a fait l'objet d'un traitement similaire, puisqu'en plus d'avoir été reconnue comme l'autrice d'hymnes, au moins une de ses inscriptions est recopiée. Le fait que son souvenir ait été préservé pourrait donc être en partie lié à son appartenance à cette dynastie prestigieuse.

## Réceptions et hommages modernes
La redécouverte des textes d'Enheduana par les spécialistes de la littérature sumérienne a attiré l'attention sur ce potentiel premier auteur de l'histoire. En 1950, Adam Falkenstein est le premier à lui consacrer un article. Ensuite, à partir de la fin des années 1960, les traductions de ses hymnes par J. J. van Djik et William W. Hallo (Exaltation d'Inanna) et Åke W. Sjöberg et E. Bergmann (Hymnes aux temples et Hymne à Inanna) ont fourni une base à la redécouverte de cette figure oubliée.
En 1978, l'anthropologue M. Weigle est la première à en faire un symbole féministe, une figure se dressant contre un ordre patriarcal, qui devrait ravir à Sappho le statut de plus ancienne autrice. Par la suite, des traductions non-académiques des œuvres d'Enheduana ont été publiées visant à prouver qu'elle en était bien l'auteure. Ceci implique l'idée qu'elle était capable d'influencer les événements et l'idéologie de son époque, et soulève ainsi des questions sur le pouvoir d'action (agentivité) des femmes dans les sociétés anciennes dominées par le patriarcat.
Même si elle reste une figure très peu connue par rapport aux autres auteurs anciens, Enheduana devient une référence invoquée dans ses terres d'origine, dans l'actuel Irak, en lien avec les événements ayant affecté ce pays dans les années 2000, par exemple, par la poétesse Amal al-Jubouri.
Depuis 2015, un cratère de la planète Mercure est nommé Enheduanna en son honneur,.
Enheduana est l'une des 1 038 femmes dont le nom figure sur le socle de l'œuvre contemporaine The Dinner Party de Judy Chicago. Elle y est associée à la déesse Ishtar, troisième convive de l'aile I de la table.

### Empire d'Akkad
- (en) Douglas Frayne, The Royal inscriptions of Mesopotamia, Early periods : vol. 3/2, Sargonic and Gutian periods : 2334-2113 BC, Toronto, Toronto University Press, 1993
- (en) Aage Westenholz, « The Old Akkadian Period: History and Culture », dans Walther Sallaberger et Aage Westenholz, Mesopotamien: Akkade-Zeit und Ur III-Zeit, Fribourg et Göttingen, Universitätsverlag Freiburg Schweiz et Vandenhoeck & Ruprecht, coll. « Orbis Biblicus et Orientalis », 1999, p. 17-118
- (en) Benjamin R. Foster, The Age of Agade : Inventing empire in ancient Mesopotamia, Londres et New York, Routledge / Taylor & Francis Group, 2016

### Études sur les grandes prêtresses
- (en) Irene J. Winter, « Women in Public: The Disk of Enheduanna, the Beginning of the Office of En-Priestess, and the Weight of Visual Evidence », dans On the art in the ancient Near East, Volume II: From the Third Millennium B.C.E., Leyde et Boston, Brill, 2010, p. 65-83 (reprise d'un article de 1987)
- (en) Claudia E. Suter, « Between Human and Divine: High Priestesses in Images from the Akkad to the Isin-Larsa Period », dans Jack Cheng et Marian H. Feldman (dir.), Ancient Near Eastern Art in Context: Studies in Honor of Irene J. Winter by Her Students, Leyde et Boston, Brill, 2007, p. 317-361
- (de) Frauke Weiershäuser, Die königlichen Frauen der III. Dynastie von Ur, Gœttingue, Universitätsverlag Göttingen, 2008 (lire en ligne), p. 239-259
- (en) Joan Goodnick Westenholz, « EN-Priestess: Pawn or Power Mogul? », dans Gernot Wilhelm (dir.), Organization, Representation, and Symbols of Power in the Ancient Near East: Proceedings of the 54th Rencontre Assyriologique Internationale at Würzburg, 20–25 July 2008, Winona Lake, Penn State University Press, Eisenbrauns, 2012, p. 291-312.
- (en) Joan Goodnick Westenholz, « In the Service of the Gods: The Ministering Clergy », dans Harriet Crawford (dir.), The Sumerian World, Londres et New York, Routledge, 2013, p. 248-258

### Synthèses sur Enheduana
- (en) Joan Goodnick Westenholz, « Enheduanna, En-Priestess, Hen of Nanna, Spouse of Nanna », dans Hermann F. Behrens, Darlene Loding, et Martha T. Roth (dir.), DUMU-E2-DUB-BA-A: Studies in Honor of Åke W. Sjöberg, Philadelphie, Occasional Publications of the Samuel Noah Kramer Fund, University Museum, Philadelphia, 1989, p. 539-556
- Jean-Jacques Glassner, « En-hedu-Ana, une femme auteure en pays de Sumer au IIIe millénaire ? », dans F. Briquel-Chatonnet, S. Farès, B. Lion et C. Michel (dir.), Femmes, cultures et sociétés dans les civilisations méditerranéennes et proche-orientales de l’Antiquité, coll. « Topoi supplément » (no 10), 2009 (lire en ligne), p. 219–231
- Jean-Jacques Glassner, « La princesse Enheduana », Pour la Science, no 370 « Le femmes en Mésopotamie »,‎ août 2008, p. 42-44 (lire en ligne [php], consulté le 23 septembre 2015).
- (en) Klaus Wagensonner, « Between History and Fiction — Enheduana, the First Poet in World Literature », dans Agnete Wisti-Lassen et Klaus Wagensonner (dir.), Women at the dawn of history, New Haven, Yale Babylonian Collection, 2020, p. 39–45
- (en) Gina Konstantopoulos, « The Many Lives of Enheduana: Identity, Authorship, and the “World’s First Poet” », dans Kerstin Droß-Krüpe et Sebastian Fink (dir.), Powerful Women in the Ancient World. Perception and (Self)Presentation. Proceedings of the 8th Melammu Workshop, Kassel, 30 January – 1 February 2019, Münster, Zaphon, 2021, p. 57-76

### Éditions et traductions des textes
- Pascal Attinger, « Innana B (Ninmešara) (4.7.2) », sur Zenodo, 1er mai 2019 (DOI 10.5281/zenodo.2667768 , consulté le 12 juillet 2023)
- (en) J. J. A. van Dijk, The Exaltation of Inanna, New Haven, Yale University Press, 1968
- (en) Åke W. Sjöberg et Eugen Bergmann, The Collection of the Sumerian Temple Hymns, Locust Valley, J.J. Augustin Publisher, 1969
- (en) Åke W. Sjöberg, « In-nin šà-gur4-ra: a Hymn to the Goddess Inanna by the Priestess Enḫeduanna », Zeitschrift für Assyriologie, vol. 65,‎ 1975, p. 161–253
- (de) Annette Zgoll, Der Rechtsfall der En-hedu-Ana in dem Lied nin-me-sar-ra, Münster, Ugarit Verlag, 1997
- (en) Jeremy Black, Graham Cunningham, Eleanor Robson et Gábor Zólyomi, Literature of Ancient Sumer, Oxford, Oxford University Press, 2004, 372 p. (ISBN 0-19-926311-6, BNF 40008443)
- (en) Charles Halton et Saana Svärd, Women’s Writing of Ancient Mesopotamia : An Anthology of the Earliest Female Authors, Cambridge et New York, Cambridge University Press, 2018
- (en) Sophus Helle, Enheduana : The Complete Poems of the World's First Author, New Haven, Yale University Press, 2023 (DOI 10.12987/9780300271478)